# Tiburon, Kalifornija
Tiburon je gradić u američkoj saveznoj državi Kalifornija. Prema popisu stanovništva iz 2010. u njemu je živjelo 8.962 stanovnika.